# Jacob Paix
Jacob Paix (né en 1556 à Augsbourg – mort vers 1623, probablement  à Hilpoltstein) est un organiste, facteur d'orgues et compositeur allemand.

## Biographie
Jacob Paix est née en 1556 à Augsbourg. Il était élève de son père lui-même organiste à l'église Sainte Anne. En 1576, il est nommé organiste de l'église de Lauingen où il exerça occasionnellement les fonctions de maître de chapelle de la cour ducale.
Son œuvre principale consiste en une importante tablature d'orgue (1583) qui contient des transcriptions d’œuvres vocales d'auteurs divers, abondamment colorées. C'est une source précieuse de la musique allemande pour clavier de son époque. Plusieurs de ses œuvres vocales sacrées existent également.

## Galerie photographique

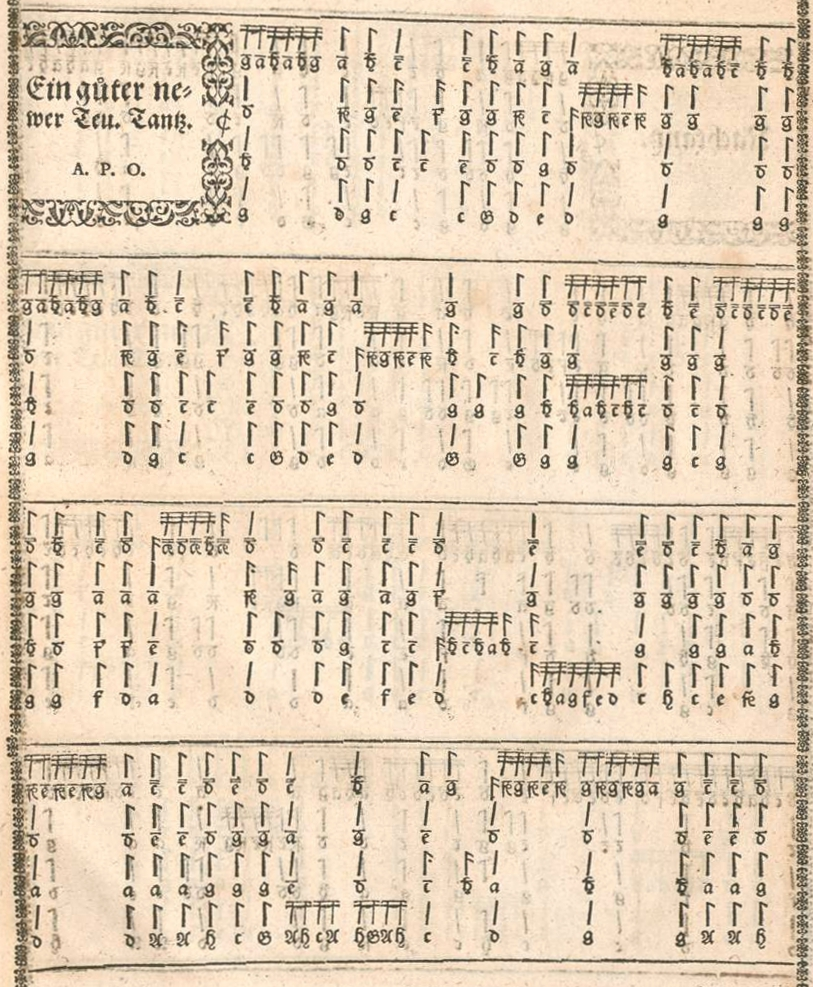
Une tablature de Jacob Paix.
- Pièce d'orgue de Jacob Paix.